# 各務原市立那加第二小学校
各務原市立那加第二小学校（かかみがはらしりつ なかだいにしょうがっこう）は、岐阜県各務原市那加雲雀町にある公立の小学校。

## 概要
- 各務原市那加地区の小学校の一つである。
- 校区には各務原市役所、各務原市産業文化センター、各務原市総合福祉会館、各務原市立中央図書館、岐阜県健康科学センターなどの官公庁があり、各務原市の中心部となっている。また、航空自衛隊岐阜基地、陸上自衛隊岐阜駐屯地があり、これらの官舎から通学する児童も多い。
- 通学区域（自治会名による）は、門前町2、門前町3、門前町4、楠町第1、楠町第2、桜町1、桜町2、桜町3、大東町、住吉町、不動丘南、不動丘北、雄飛ケ丘1、雄飛ケ丘2、雄飛ケ丘3、雄飛ケ丘4、雄飛ケ丘5、雄飛ケ丘6、雄飛ケ丘7、雄飛ケ丘8、雄飛ケ丘9、雄飛ケ丘10、グリーンベル、昭南町、入会町1・2丁目、入会町3丁目、入会町4丁目、織田町、信長町、信長町3丁目、東新町、三井東町、三井山であり[1]、公立中学校の場合の進学先は各務原市立桜丘中学校である[2]。

## 沿革
- 1937年（昭和12年）

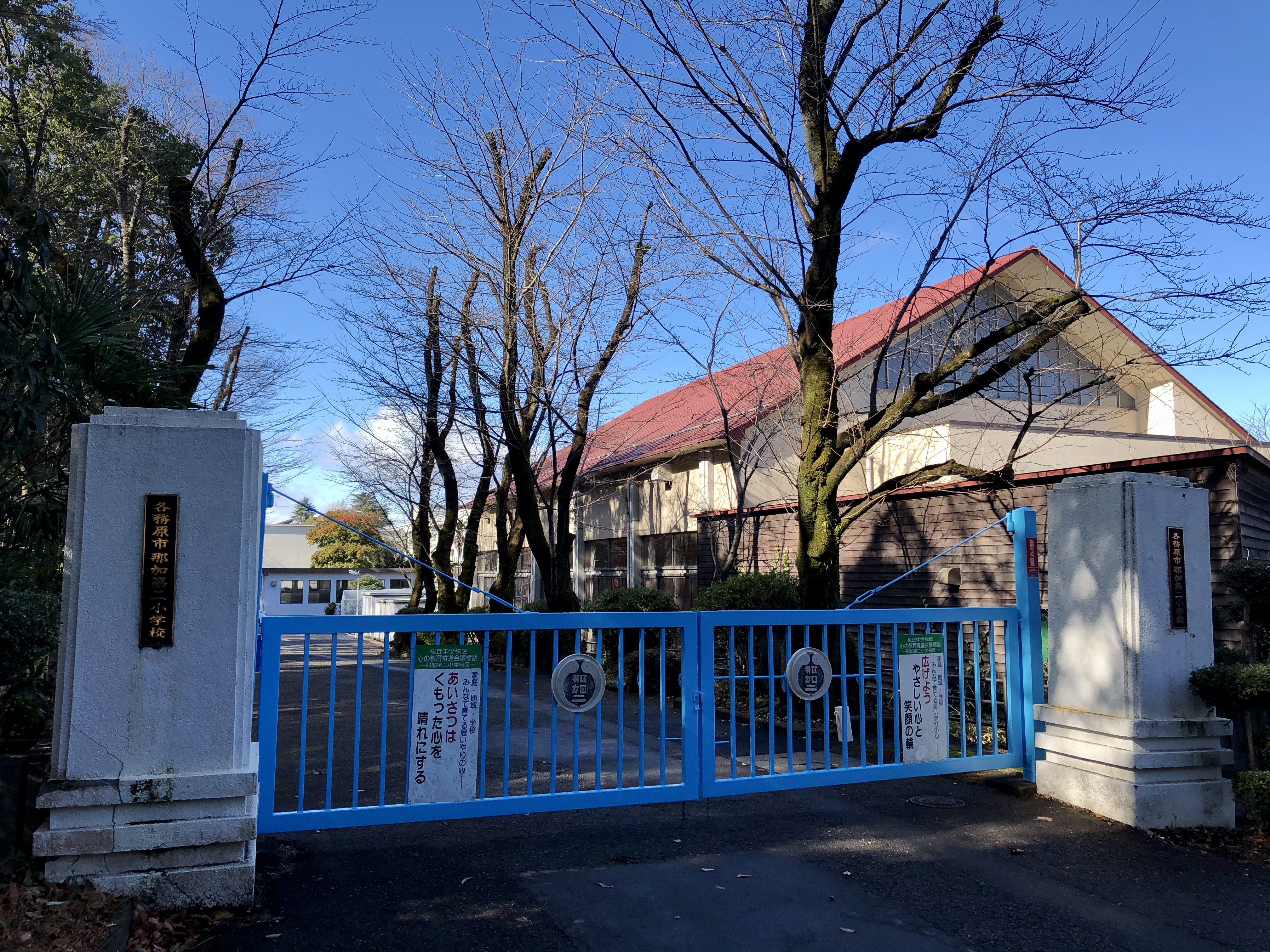
東門

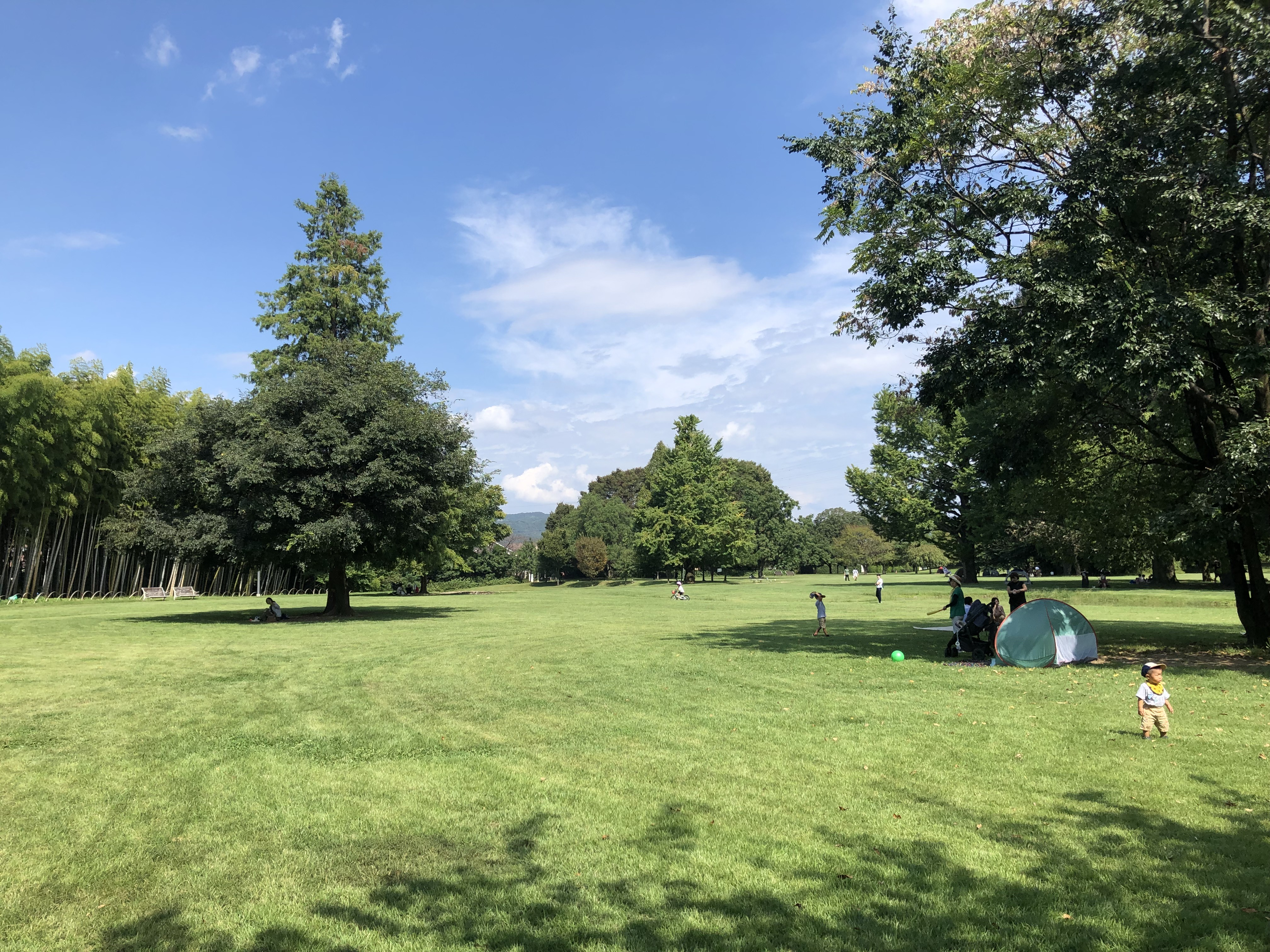
隣接する学びの森

  - 3月27日 - 那加村内に川崎航空機工業各務原分工場の社宅が完成し、児童数が増えたことで那加尋常高等小学校の校舎が手狭になったため、那加村議会が高山本線那加駅前への分教場の設置を議決する。
  - 8月17日 - 岐阜県の認可を受ける。
- 1938年（昭和13年）
  - 4月3日 - 校舎が完成。
  - 4月4日 - 那加尋常高等小学校駅前分教場として開校。尋常科1～4年生が通学する。
  - 7月 - 那加尋常高等小学校の旧校舎（1910年建築）を移築する。
- 1939年（昭和14年）4月4日 - 尋常科1～5年生が通学する。
- 1940年（昭和15年）
  - 2月11日 - 那加村が町制施行。那加町設立。
  - 4月12日 - 那加第二尋常小学校として分離独立する。
- 1941年（昭和16年）4月1日 - 那加第二国民学校に改称する。
- 1947年（昭和22年）4月1日 - 那加町立那加第二小学校に改称する。
- 1950年（昭和25年）2月28日 - 那加町議会で那加町東亜町に分校を設置することが議決される。
- 1951年（昭和26年）3月19日 - 分校を単独の小学校にし、那加第二小学校から分離することが決まる。
- 1951年（昭和26年）4月1日 - 那加第三小学校を分離する。
- 1954年（昭和29年）- 学校給食が始まり、校内に給食調理室ができる。
- 1955年（昭和30年） - 現在の校歌制定。
- 1959年（昭和34年）5月30日 - プールが完成。
- 1963年（昭和38年） - 稲葉郡那加町、蘇原町、鵜沼町、稲羽町が合併し、各務原市が成立。伴って、各務原市立那加第二小学校に改称する。
- 1970年（昭和45年） - 新校舎（第一期、鉄筋コンクリート造）が完成する。
- 1971年（昭和46年） - 校舎（第二期、鉄筋コンクリート造）が完成する。
- 1981年（昭和56年）- 体育館が新しく完成する。

## 交通機関
- 名古屋鉄道各務原線市民公園前駅より徒歩3分
- 名古屋鉄道各務原線各務原市役所前駅より徒歩10分
- 高山本線那加駅より徒歩12分

## 学校周辺施設
- 各務原市役所
- 各務原市産業文化センター
- 各務原市総合福祉会館
- 各務原勤労会館
- 岐阜県健康科学センター
- 各務原市立中央図書館
  - 各務原市埋蔵文化財調査センター
  - 各務原市歴史民俗資料館
- 各務原市民公園
- 学びの森 (各務原市)
- 新境川
- 中部学院大学各務原キャンパス
- 岐阜県立各務原西高等学校
- 各務原市立那加中学校
- 各務原市立桜丘中学校
- 各務原市立那加第三小学校
- 各務原市立各務原特別支援学校